# Grauno
Grauno település Olaszországban, Trento megyében. Lakosainak száma 142 fő (2011). Grauno Grumes, Sover, Capriana és Salorno községekkel határos.

## Népesség
A település népességének változása:

| 2011 | 142 |